# ريان بنوا
ريان بنوا (بالإنجليزية: Ryan Benoit) هو فنان قتال مختلط أمريكي، ولد في 25 أغسطس 1989 في سان دييغو في الولايات المتحدة.

## وصلات خارجية
- ريان بنوا على موقع يو إف سي (الإنجليزية)
- ريان بنوا على موقع شيردوغ (الإنجليزية)
- ريان بنوا على موقع IMDb (الإنجليزية)